# Billy Ray Cyrus
William Billy Ray Cyrus (Flatwoods, Kentucky; 25 de agosto de 1961) es un actor, cantante y compositor de música country estadounidense.
Habiendo lanzado 12 álbumes de estudio y 44 sencillos desde 1992, es más conocido por su sencill número uno «Achy Breaky Heart», que se convirtió en el primer sencillo en alcanzar el nivel de triple platino en Australia. También fue el sencillo más vendido en el mismo país en 1992. Debido al vídeo de esta canción, el baile en línea ganó popularidad.
Cyrus, un artista que vende discos de platino, ha anotado un total de ocho top-sencillos en la lista de Billboard Country Songs. Su álbum más exitoso hasta la fecha es su debut «Some Gave All», que ha sido certificado 9x multiplatino en los Estados Unidos y es el tiempo más largo pasado por un artista debut en el número uno en el Billboard 200 (17 semanas consecutivas) y la mayoría Semanas consecutivas en la era de SoundScan. Es el único álbum (de cualquier género) en la era de SoundScan que registra 17 semanas consecutivas en el número uno y también es el álbum de debut de mayor rango de un artista de country masculino. Permaneció 43 semanas en el top 10, un total alcanzado solo por un álbum en la historia, «Ropin' the Wind» de Garth Brooks. «Some Gave All fue también el primer álbum debut en ingresar al número uno en la lista de Billboard Country Albums». El álbum también ha vendido más de 20 millones de copias en todo el mundo y es el álbum debut más vendido de todos los tiempos de un artista solista. «Some Gave All» también fue el álbum más vendido de 1992 en los Estados Unidos con 4 832 000 copias. En su carrera, ha lanzado 36 sencillos clasificados, de los cuales 17 figuran entre los 40 mejores. En 2019, Cyrus obtuvo su primer sencillo número uno en el Billboard Hot 100 como artista invitado en un remix de la canción de «Old Town Road» de Lil Nas X.
De 2001 a 2004, Cyrus protagonizó el programa de televisión Doc. El programa trataba sobre un médico rural que se mudó de Montana a la ciudad de Nueva York. De 2006 a 2011, coprotagonizó la serie Hannah Montana de Disney Channel con su hija Miley Cyrus interpretando el papel de Robby Ray Stewart, padre de la protagonista Miley Stewart/Hannah Montana, interpretada por Miley. De 2016 a 2017, interpretó a Vernon Brownmule en la comedia de situación Still the King de CMT.

## Primeros años
Billy Ray Cyrus nació el 25 de agosto de 1961 en Flatwoods, Kentucky, es hijo de Ron Cyrus, un político y extrabajador del acero, y su esposa, Ruth Ann Casto. Cyrus comenzó a cantar a la edad de cuatro años. Sus padres se divorciaron en 1966. Su abuelo fue un predicador pentecostal. Al crecer, estuvo rodeado de bluegrass y música góspel de su familia. Su padre diestro tocaba la guitarra, sin embargo, Cyrus, que es zurdo, intentó tocar la guitarra de su padre, pero no pudo. Asistió a Georgetown College con una beca de béisbol antes de cambiarse a la música. Abandonó Georgetown durante su tercer año, se dio cuenta de que quería convertirse en músico después de asistir a un concierto de Neil Diamond y se fijó una meta de 10 meses para comenzar una carrera. En la década de 1980, tocó en una banda llamada Sly Dog, antes de firmar un contrato discográfico con Mercury Nashville Records. Sly Dog recibió su nombre de un perro de un solo ojo que poseía Cyrus.

## Música

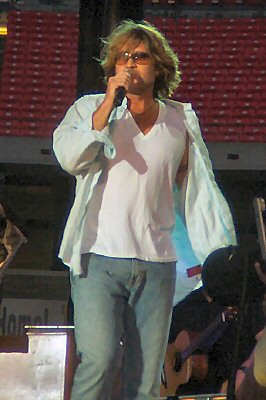
Billy Ray Cyrus.

### PolyGram/Mercury (1990-1995)
En 1995, Billy Ray firmó un contrato con Mercury Records. «Some Gave All» fue el disco debut de Cyrus, dicho CD consiguió instantáneamente ocupar muchísimos puestos, como #1 en el Billboard Top Country Albums, Billboard 200, Canadian Country Albums Chart, Canadian Albums Chart, y en muchas otras ciudades. El álbum estuvo cuatro semanas consecutivas en el Top 40 singles en el Hot Country Singles y Tracks. El álbum alcanzó lugares desde 1992 hasta 1993; incluyendo la canción Some Gave All. El sencillo más importante fue «Achy Breaky Heart». Consiguió #1 en el Hot Country Singles & Tracks y también fue un éxito en las listas del género pop, donde consiguió #4. Mientras aquel sencillo llegaba a los números 1, «Coulds've Been Me» consiguió el puesto #2, y «Wher'm I Gonna Live?» consiguió #23, y «She's Not Cryin' Anymore» el #6.
Some Gave All fue certificado nueve veces multiplatino en 1996, en Estados Unidos, y vendió 20 millones de copias en el mundo.
En 1993, Cyrus y Mercury Records rápidamente lanzaron en segundo álbum de Billy Ray, «It Won't Be the Last». De aquel álbum 4 canciones fueron sencillos, pero solo tres llegaron al Top 40. El álbum debutó #1 en el Country charts, y #3 en Billboard 200. A finales de año, «It Won't Be the Last» fue certificado platino por la RIAA. El sencillo más importante fue «In the Heart of a Woman» consiguiendo la posición #3, con «Somebody New» llegó al #9, «Words By Heart» en el #12, y «Talk Some» quedó en el #63.
El tercer álbum de estudio de Cyrus, «Storm in the Heartland», fue lanzado en 1994. Aquel álbum fue el último que hizo para PolyGram, ya que la empresa cerró en 1995 y fue vendida a Universal. Este álbum no fue tan importante como los anteriores. Consiguió #11 en la lista de álbumes country, y solo la canción del título consiguió llegar al Top 40 de la lista de sencillos country. «Deja Blue» fue el segundo sencillo, llegando al puesto #66, y el tercer y final sencillo, «One Last Thrill», falló en las listas.

### Mercury Nashville (1996-2000)
El álbum de Cyrus más aclamado por la crítica fue en 1996, Trail of Tears de Mercury Records. El álbum debutó como #20 en las listas Country cuando fue lanzado. Dos canciones fueron éxitos en la radio, y una llegó al Top 60. La canción «Three Little Words» también fue como sencillo, llegando al puesto #69, y #65.
Junto a Mercury Nashville lanzó Shot Full of Love en 1998. El álbum se convirtió en el pico más bajo que Cyrus pudo alcanzar, debutando en el puesto #32. El primer sencillo, «Under the Hood», falló en las listas, «Time for Letting Go» alcanzó el #70, «Busy Man» el #3, y «I Give My Heart to You» fue al #41. Después de que el álbum falló, Cyrus dejó Mercury y firmó contrato con Monument Records en 1999.
Su álbum debut para Monument Records, «Southern Rain», fue lanzado en el 2000. Debutó como #13 en Country álbumes Chart y #102 en el Billboard 200. Cinco sencillos fueron lanzados y los cinco alcanzaron puestos. El sencillo, «You Won't Be Lonely Now», fue el mejor sencillo del álbum, llegando al puesto #17. Otros sencillos fueron «We the People» (#60), «Burn Down the Trailer Park» (#43), «Crazy 'Bout You Baby» (#58), y la canción del título (#45).

### Música Cristiana (2003)
Posteriormente, decidió sacar dos álbumes de temas cristianos, «Time Flies» y «The Other Side», lanzados en 2003. El primer álbum alcanzó #56 en el Country Album Charts. Fueron lanzados 3 sencillos: «Bread Alone», «What Else Is There», y «Back to Memphis» fueron sencillos. Este último llegó al puesto #60.
The Other Side, fue realizado mientras Cyrus trabajaba en la serie Doc. Debutó como #5 en Top Christian Albums chart, #18 Top Country Albums, y #131 en Billboard 200. Dos de 3 sencillos entraron en las listas de éxitos, «Face of God» (#54) y «The Other Side» (#45), cuando «Always Sixteen» falló. Canción que años más tarde, sería la que inspiró a canción del mismo nombre en la serie Hannah Montana.

### Disney Enterntainment (2006)
El álbum Wanna Be Your Joe fue lanzado cuando Cyrus filmaba el programa Hannah Montana bajo el sello New Door/UMe Records. Wanna Be Your Joe fue el #24 en Country charts y #113 en la lista general. El álbum tuvo muy buenas ventas.

## Actuación
Paralelamente a su carrera musical, Cyrus comenzó su carrera como actor en 1999, protagonizando la serie Radical Jack. Posteriormente, en 2001 protagonizó la serie Doc. Ese mismo año realizó un cameo en la película Mulholland Drive de David Lynch. También hizo algunos cameos en series como The Nanny, Diagnosis Murder, Love Boat, The Next Wave y 18 Wheels Of Justice. Desde 2006 hasta 2011 ha participado en la serie Hannah Montana haciendo de padre de su hija en la vida real, Miley Cyrus.

## Relanzamiento de su carrera musical
En medio de 2007, Cyrus fue la celebridad en la cuarta temporada de Dancing with the Stars. Cyrus fue el compañero de Karina Smirnoff, con quien llegó a la semifinal, alcanzando el quinto puesto.
Luego, sacó un nuevo álbum, Home at Last, que fue lanzado en julio de 2007. Debutó #3 en Country charts, convirtiendo primero a Cyrus en el Top 5 desde que It Won't Be the Last debutó #1 en 1993. Las ventas del álbum fueron muy fuertes, pero no consiguió ser certificado. El sencillo «Ready, Set, Don't Go», el cual él escribió para su hija Miley Cyrus sobre lo que el sentía como padre al verla crecer, inicialmente fue un solo, pero en las presentaciones en vivo a veces la cantaba con su hija. La versión en solo fue #33 en Hot Country Songs.
En octubre de 2007, Cyrus y su hija Miley, cantaron la canción a dueto en Dancing with the Stars. La canción a dueto llegó al #27 en Country charts y llegó al puesto #4 en 2008.

## Discografía

### Álbumes de estudio
- Some Gave All (1992)
- It Won't Be the Last (1993)
- Storm in the Heartland (1994)
- Trail of Tears (1996)
- Shot Full of Love (1998)
- Southern Rain (2000)
- Time Flies (2003)
- The Other Side (2003)
- Wanna Be Your Joe (2006)
- Home at Last (2007)
- Back to Tennessee (2009)
- I'm American (2011)
- Change My Mind (2012)
- Thin Line (2016)
- Set the Record Straight (2017)

### Compilaciones
- Heartland Live (Remix album) (1993)
- The Best of Billy Ray Cyrus: Cover to Cover (1997)
- Achy Breaky Heart (2001)
- 20th Century Masters – The Millennium Collection (2003)
- The Definitive Collection (2004)
- The Collection (2005)
- Love Songs (2008)
- iTunes Live from London (EP) (2009)
- The Best of Billy Ray Cyrus (2009)
- Icon (2011)
- The Definitive Collection (2014)
- The Distance: Best of Billy Ray Cyrus (2014)
- Set the Record Straight (2017)[21]

## Filmografía

### Películas
| Año  | Título                         | Papel             | Notas                                                                            |
| ---- | ------------------------------ | ----------------- | -------------------------------------------------------------------------------- |
| 2001 | Radical Jack                   | Jack              |                                                                                  |
| 2002 | Mulholland Drive               | Gene              |                                                                                  |
| 2002 | Wish You Were Dead             | Dean Longo        |                                                                                  |
| 2004 | Death and Texas                | Spoade Perkins    |                                                                                  |
| 2004 | Elvis Has Left the Building    | Hank              | Sin acreditar                                                                    |
| 2008 | Bait Shop                      | Hot Rod Johnson   |                                                                                  |
| 2008 | Best of Both Worlds Concert    | Él mismo          |                                                                                  |
| 2009 | Flying By                      | George Barron     |                                                                                  |
| 2009 | Christmas in Canaan            | Daniel Burton     | Película para la televisión                                                      |
| 2009 | Hannah Montana: The Movie      | Robby Ray Stewart | Elenco principal, película Premio Golden Raspberry para el peor actor de reparto |
| 2010 | The Spy Next Door              | Colton James      | Nominado— Premio Golden Raspberry para el peor actor de reparto                  |
| 2011 | Billy Ray Cyrus: I'm American  | Él mismo          | Película para la televisión                                                      |
| 2011 | Christmas Comes Home to Canaan | Daniel Burton     | Película para la televisión                                                      |
| 2014 | Like a Country Song            | Bo Reeson         |                                                                                  |
| 2014 | Sharknado 2: The Second One    | Doctor Quint      |                                                                                  |

### Televisión
| Año       | Título                              | Papel                       | Notas                                                             |
| --------- | ----------------------------------- | --------------------------- | ----------------------------------------------------------------- |
| 1992      | Top of the Pops                     | Él mismo                    | 3 episodios                                                       |
| 1995      | The Nanny                           | Él mismo                    | Episodio: «A Kiss Is Just a Kiss»                                 |
| 1997      | Diagnosis Murder                    | Él mismo                    | Episodio: «Murder, Country Style»                                 |
| 1999      | The Love Boat: The Next Wave        | Lasso Larry Larsen          | Episodio: «Divorce, Downbeat and Distemper»                       |
| 2000      | 18 Wheels of Justice                | Henry Conners               | Episodio: «Games of Chance»                                       |
| 2001–2004 | Doc                                 | Dr. Clint Cassidy           | 88 episodios                                                      |
| 2002      | Sue Thomas: F.B.Eye                 | Dr. Clint Cassidy           | Episodio: «Pilot»                                                 |
| 2003      | Degrassi: The Next Generation       | Conductor de limosina, Duke | Episodio: «The Power of Love»                                     |
| 2006–2011 | Hannah Montana                      | Robby Ray Stewart           | Elenco principal, serie de TV Disney Channel                      |
| 2007      | Billy Ray Cyrus: Home at Last       | Él mismo                    | 4 episodios                                                       |
| 2007      | Dancing with the Stars              | Él mismo, concursante       | 17 episodios                                                      |
| 2008      | Hillbilly: The Real Story           | Anfitrión                   | Episodio: «Hillbilly: The Real Story»                             |
| 2008      | Nashville Star                      | Anfitrión                   | 9 episodios                                                       |
| 2008      | Phineas and Ferb                    | Buck Buckerson              | Episodio: «It's a Mud, Mud, Mud, Mud World»                       |
| 2010      | Are We There Yet?                   | Luke Bonnie                 | Episodio: «The Hand on a House»                                   |
| 2011      | Full Throttle Saloon                | Él mismo                    | Episodio: «Episode 2.3»                                           |
| 2011      | Surprise Homecoming                 | Anfitrión                   | 8 episodios                                                       |
| 2011–2012 | 90210                               | Judd Ridge                  | 2 episodios                                                       |
| 2014      | The Haunting Of...                  | Él mismo                    | Episodio: «Billy Ray Cyrus»                                       |
| 2014      | Newsreaders                         | Billy Ray Cyrus             | Episodio: «America's Unknown President; Reporter on House Arrest» |
| 2016–2017 | Still the King                      | Vernon Brownmule            | 26 episodios                                                      |
| 2017      | Cyrus vs. Cyrus: Design and Conquer | Él mismo                    | Episodio: «Creating a Forever Home»                               |
| 2017      | Blaze and the Monster Machines      | Lazard                      | Episodio: «Animal Island»                                         |
| 2017      | Carpool Karaoke: The Series         | Él mismo                    | Episodio: «The Cyrus Family»                                      |

| Año  | Título                    | Notas        |
| ---- | ------------------------- | ------------ |
| 2009 | Hannah Montana: The Movie |              |
| 2011 | Surprise Homecoming       | 8 episodios  |
| 2016 | Still the King            | 26 episodios |